# Pedro Menchón Peñas
Pedro Menchón Peñas (Lorca, Región de Murcia, 8 de noviembre de 1875 - Lorca, 24 de febrero de 1955) fue un fotógrafo español. Fue discípulo y sucesor de José Rodrigo Navarro-Casete.

## Biografía
Nació el 8 de noviembre de 1875 en Lorca en el seno de una familia humilde. Era el mayor de cuatro hermanos. Su padre era herrero y murió en 1900 por lo que su madre tuvo que regentar una taberna. En 1904 se casó  y en esa época entró como aprendiz de fotografía en el estudio fotográfico de José Rodrigo. 
Su formación fotográfica se la debe a su maestro y con el tiempo llegó a convertirse en su discíspulo favorito. En el taller coincidió con otros aprendices, entre ellos Blas Aledo López. A partir de 1917 regentó el estudio fotográfico de José Rodrigo continuando la línea marcada por su maestro. De hecho casi siempre se anunciaba como su sucesor en las actuaciones publicitarias.
Su principal actividad era el retrato fotográfico, pero también realizó diversos reportajes gráficos sobre la vida cotidiana en Lorca y acontecimientos destacados de la zona. Entre los mismos se encuentran un accidente ferroviario en Pulpí o la visita a Cartagena del rey Alfonso XIII.
Destacan sus retratos colectivos en orfanatos, asilos y locales de asistencia social, ya que muestran aspectos de la vida cotidiana en la ciudad. En su trabajo fotográfico tras la guerra civil española algún historiador destaca que ofrece una visión objetiva en sus imágenes desde un punto de vista diferente al de la propaganda oficialista.
Su trabajo como reportero gráfico le permitió publicar fotografías en revistas como Colores y Tontolín, así como colaborar con ABC y Blanco y Negro, La Unión Ilustrada y Levante Agrario.
Murió en Lorca el 24 de febrero de 1955 con 80 años.
Parte de su trabajo se encuentra en el Archivo Municipal de Lorca.